# Minus, Elmira et Cortex
Minus, Elmira et Cortex (Pinky, Elmyra & the Brain) est une série télévisée d'animation américaine en treize épisodes, diffusée entre le 19 septembre 1998 et le 10 avril 1999 sur Kids' WB. Il s'agit d'une refonte de la série Minus et Cortex, elle-même dérivée d'Animaniacs, à laquelle s'ajoute le personnage d'Elmira Duff des Tiny Toons.

## Synopsis
Chaque épisode commence avec le dialogue des personnages, Minus demande :
''Dis, Cortex, tu veux faire quoi aujourd'hui ?''
Ce à quoi son compagnon répond : ''La même chose que chaque jour, Minus : faire endurer Elmira et tenter de conquérir le monde !''
La fillette de douze ans les câlinent avec force et riait joyeusement, on la voit se promener avec les deux souris blanches déguisées en bambins, on voit aussi que, dans un flash black leur laboratoire a été brûlé dans un incendie et les protagonistes se sont retrouvés dans la rue, seuls sous la pluie, un homme de Washington les poursuit et ils ont trouvé refuge dans une animalerie, à Shanghai. La petite fille avait acheté la tortue dans laquelle les souris étaient cachées, leur nouvelle propriétaire les emmènent à l'école, leur fait manger du riz, les arrosent de parfum dans sa propre chambre et les jettent sur une cible avec sa raquette de tennis. Il est révélé qu'Elmira est aussi simplette que Minus, elle frappe sa tête avec ses jouets sur une passoire en rigolant, Minus applaudit, Cortex est en désarroi. Elle joue au pirate avec les souris, et tente de faire d'autres jeux avec les rongeurs, qui font en sorte de fabriquer des machines pour régner sur la terre, tout en échappant à la surveillance psychotique de la fille, qui est jalouse de Patty Ann, sa cousine mécanique, qui veut voler son amoureux, et les deux protagonistes font leurs projets habituels en souffrant des bêtises de leur jeune maîtresse.

## Fiche technique
Sauf indication contraire, les informations mentionnées dans cette section peuvent être confirmées par la base de données cinématographiques IMDb,  présente dans la section « Liens externes ».
- Titre original : Pinky, Elmyra & the Brain
- Réalisation : Nelson Recinos, Bob Davies et Russell Calabrese
- Scénario : Alex Borstein, Gordon Bressack, Kate Donahue, Erin Ehrlich, Charles M. Howell IV, Scott Kreamer, Earl Kress, Doug Langdale, John P. McCann, Wendell Morris, Tom Ruegger, Ken Segall, Tom Sheppard et Mitch Watson
- Photographie :
- Musique : Julie Bernstein, Harvey Cohen, Gordon Goodwin, Tim Kelly, Richard Stone et Steven Bernstein
- Casting : Leslie Lamers et Andrea Romano
- Montage : Denise Whitfield
- Décors :
- Production : Charles M. Howell IV, John P. McCann et Liz Holzman
  - Producteur délégué : Steven Spielberg
  - Producteur associé : Barbara J. Gerard
  - Producteur superviseur : Rusty Mills
  - Producteur senior : Tom Ruegger
- Sociétés de production : Warner Bros. Animation et Amblin Entertainment
- Société de distribution : Warner Bros. Television
- Chaîne d'origine : Kids' WB
- Pays d'origine :  États-Unis
- Langue originale : anglais
- Genre : Animation
- Durée : 11 minutes

## Distribution

### Acteurs principaux
- Rob Paulsen : Minus
- Maurice LaMarche : Cortex
- Cree Summer : Elmira Duff
- Nancy Cartwright : Rudy Mookich

### Acteurs secondaires et invités
- Andrea Martin : Mme Entebee
- Frank Welker : voix additionnelles
- Jeff Bennett : Baloney
- Tress MacNeille : Jackie
- Blake McIver Ewing : un chanteur
- Ashley Tisdale : une chanteuse
- John Vernon : le principal
- T'Keyah Crystal Keymáh : l'infirmière Gland
- Ben Stein : Rockin' Johnny Hot
- Jane Wiedlin : Vanity White
- Pamela Segall : Andrew Loam
- David Paymer : Shad Equipo
- Fred Willard : Dr Glen Tarantella
- Ed Begley Jr. : Lloyd Oldtire
- Townsend Coleman : Claude Gristle
- Jason Marsden : Taylor Tyler, Hoovie et Billy
- Julianne Buescher : Clarence

## Épisodes
1. Patty Ann
2. Gee, Your Hair Spells Terrific
3. Cute Little Alienhead
4. Better Living… Through Cheese
5. My Fair Brainy!
6. The Cat that Cried Woof!
7. The Girl with Nothing Extra
8. Narfily Ever After
9. The Icky Mouse Club
10. The Man from W.A.S.H.I.N.G.T.O.N.
11. Yule Be Sorry
12. How I Spent My Weekend
13. At the Hop
14. Pinky's Dream House
15. The Ravin!
16. Elmyra's Music Video
17. Squeeze Play
18. Wag the Mouse
19. A Walk in the Park
20. Teleport a Friend
21. Mr. Doctor
22. That's Entertainment
23. Fun, Time, and Space
24. Hooray for Meat
25. Party Night
26. The Mask of Braino